# イミツァ・フォン・ルクセンブルク
イミツァ・フォン・ルクセンブルク（ドイツ語：Imiza von Luxemburg, 990/1000年 - 1055/6年以降）は、モーゼルガウ伯フリードリヒの娘で、ヴェルフ家のアルトドルフ伯ヴェルフ2世の妃。

## 生涯
イミツァはモーゼルガウ伯フリードリヒ・フォン・ルクセンブルクとグライベルク女伯イルムトルートの間の娘である。カール大帝の子孫にあたり、叔母クニグンデは神聖ローマ皇帝ハインリヒ2世と結婚した。
恐らく1017年にアルトドルフ伯ヴェルフ2世と結婚した。イミツァに与えられた寡婦産にはメーリング・アム・レヒ（アウグスブルク）およびエリシナ（現在のソレジーノ）の領地が含まれていたが、恐らく叔母の皇后クニグンデの介入によりイミツァはこれらの寡婦産を手に入れたとみられる。また、恐らくこのつながりにより、皇帝ハインリヒ2世はイミツァの息子ヴェルフ3世にケルンテン公位を与えた（これ以前はケルンテン公領は歴代皇帝が直接統治していた）。
イミツァは息子ヴェルフ3世より長生きした。ヴェルフ3世は未婚で子供がいなかった。ヴェルフ家は遺領をイミツァが修道女となったアルトドルフのヴァインガルテン修道院に与え、その後、イミツァは外孫のヴェルフ4世に領地を継承させた。

## 子女
- ヴェルフ3世（1007年頃 - 1055年） - ケルンテン公
- クニグンデ（1020年頃 - 1054年） - エステ辺境伯アルベルト・アッツォ2世と結婚